# قاعدة القلب
قاعدة القلب (بالإنجليزية:   Base of the heart)‏: عند النظر للقلب على أنه بشكل مثلث مقلوب، تكون القاعدة متجهة نحو الأعلى والخلف واليمين، بعكس قمة القلب التي تكون متجهة للأسفل واليسار.
قاعدة القلب تكون منفصلة عن الفقرات الصدرية السادسة والسابعة والثامنة بواسطة المريء، والأبهر، والقناة الصدرية. تتألف قاعدة القلب من الأذين الأيسر وجزء من الأذين الأيمن.